# S/S Kinda
S/S Kinda var ett svenskt passagerarfartyg, som byggdes 1872 på Söderköpings skeppsdocka i Söderköping och levererades som Björkdfors N:r 1 till Björkfors AB i Björkfors. Hon sattes in i passagerar- och godstrafik på Kinda kanal och Göta kanal.
för Ångfartygs AB Linköping-Horn i Linköping. Hon sattes in i trafik på Kinda kanal på traden Linköping - Horn.
Hon såldes 1888 till ett konsortium på fem personer och döptes om till Kinda, med ny hemmahamn i Västra Eneby. År 1904 köptes hon av Kinda Transport AB i Horn och fick Horn som ny hemort. År 1915 övertogs hon av AB Linköpings Förenade Rederier i Linköping och fortsatte att trafikera Kinda kanal.
Från 1924 till 1957 trafikerade hon i första hand Kinda kanal i olika regi, från 1952 motoriserad, och 1958-1959 Bråviken i chartertrafik.
År 1959 köptes hon av en privatperson i Norrköping, omdöptes till Linda och tjänstgjorde därefter fram till omkring 1977 som bostadsbåt vid Alvikens varv.